# NGC 2616
NGC 2616 é uma galáxia lenticular (S0) localizada na direcção da constelação de Hydra. Possui uma declinação de -01° 51' 03" e uma ascensão recta de 8 horas, 35 minutos e 34,0 segundos.
A galáxia NGC 2616 foi descoberta em 9 de Março de 1886 por Lewis A. Swift.